# Alonzo Church
Alonzo Church (* 14. Juni 1903 in Washington, D.C.; † 11. August 1995 in Hudson, Ohio) war ein US-amerikanischer Mathematiker, Logiker und Philosoph und einer der Begründer der theoretischen Informatik.

## Werdegang
Church studierte an der Princeton University und schloss dort 1927 in Mathematik mit dem Doktorgrad ab. Nach Aufenthalten an der University of Chicago, der Georg-August-Universität Göttingen und der Universität Amsterdam wurde er 1929 in Princeton Professor für Mathematik. Church blieb nahezu vier Jahrzehnte Professor in Princeton, bis 1967. Danach wechselte er an die University of California, Los Angeles (UCLA), wo er bis 1990 Professor für Mathematik und Philosophie war.
Zu seinen Doktoranden gehören u. a. C. Anthony Anderson, Peter B. Andrews, George A. Barnard, David Berlinski, William W. Boone, Martin Davis, Alfred L. Foster, Leon Henkin, John G. Kemeny, Stephen C. Kleene, Simon B. Kochen, Maurice L’Abbé, Isaac Malitz, Gary R. Mar, Michael O. Rabin,  Nicholas Rescher, Hartley Rogers, Jr., J. Barkley Rosser, Dana Scott, Raymond Smullyan und Alan Turing.

## Werk
Bei seinen mathematisch-logischen Fachkollegen wurde er in den 1930er Jahren bekannt mit einem universellen formalen Modell für Berechnungen, dem Lambda-Kalkül, den er im Rahmen seiner Forschungen zu den Grundlagen der Mathematik und den Gödelschen Unvollständigkeitssätzen entwickelte. Daten und Operatoren werden durch die Church-Kodierung in den Lambda-Kalkül eingebettet, natürliche Zahlen durch Church-Numerale repräsentiert. Church demonstrierte 1936, dass es für zwei gegebene Ausdrücke im Lambda-Kalkül keine berechenbare Funktion gibt, um zu entscheiden, ob sie äquivalent sind oder nicht, also mit zahlentheoretischen Mitteln unentscheidbare Probleme (Church-Theorem); zwei einander äquivalente Ausdrücke sind ineinander zu überführen oder zu reduzieren auf die gleiche Normalform (Church-Rosser-Theorem). Dies regte Überlegungen seines Studenten Alan Turing zum Halteproblem einer Rechenoperationen ausführenden Maschine an. Church und Turing fanden dann heraus, dass der Lambda-Kalkül und die Turingmaschine hinsichtlich des Entscheidungsproblems ebenbürtige Modelle sind; ein hiervon abgeleiteter Berechenbarkeitsbegriff ist als Church-Turing-These bekannt.
Im Bereich Philosophie ist er durch seine auf hohem Argumentationsniveau verteidigte platonische Position im modernen Universalienstreit bekannt geworden.

## Schriften
- Introduction to Mathematical Logic, ISBN 978-0-691-02906-1
- The Calculi of Lambda-Conversion, ISBN 978-0-691-08394-0
- A Bibliography of Symbolic Logic, 1666–1935, ISBN 978-0-8218-0084-3